# Mecanografía al tacto
La mecanografía al tacto (también llamada escritura a ciegas o touch typing en inglés) es un estilo de escritura con el Teclado. Aunque la frase se refiere a escribir sin usar el sentido de la vista para encontrar las teclas, específicamente, un mecanógrafo sabrá su ubicación en el teclado a través de la memoria muscular, el término se usa a menudo para referirse a una forma específica de escritura al tacto que implica colocar los ocho dedos en una fila horizontal a lo largo del medio del teclado (la fila guía) y hacer que alcancen otras teclas específicas. (Bajo este uso, los mecanógrafos que no miran el teclado pero tampoco usan la fila guía, se denominan mecanógrafos híbridos.) Tanto la escritura al tacto con dos manos como la escritura al tacto con una mano son posibles.

### Fila guía

Posición inicial con los dedos en la fila guía

La fila guía (también conocida como fila central o home row, en inglés) es la fila central de teclas en una máquina de escribir o teclado de computadora. En el tipo más común de teclado en idioma español, el diseño QWERTY, "ASDF" y "JKLÑ" son la fila guía.
La fila del medio del teclado se denomina "fila guía" porque los mecanógrafos están capacitados para mantener sus dedos en estas teclas y regresar a ellas después de presionar cualquier otra tecla que no esté en ella.
Algunos teclados tienen una pequeña protuberancia en las teclas ("F" y "J"). Esto ayuda a devolver los dedos a la fila guía para escribir al tacto.

### Ejecución
Una vez colocados todos los dedos en sus respectivas posiciones en la fila guía, cada dedo pulsará una tecla correspondiente, precisamente una posición arriba o abajo de la posición guía (excepto los meñiques). Los pulgares se emplearán para el espacio.
Posición en el teclado de las manos y los dedos (tomado de Mecanog):
Con dos manos:
|                                                |
| Para personas que solo usan la mano derecha:   |
|                                                |
| Para personas que solo usan la mano izquierda: |
|                                                |